# بيسكيرا دل غاردا

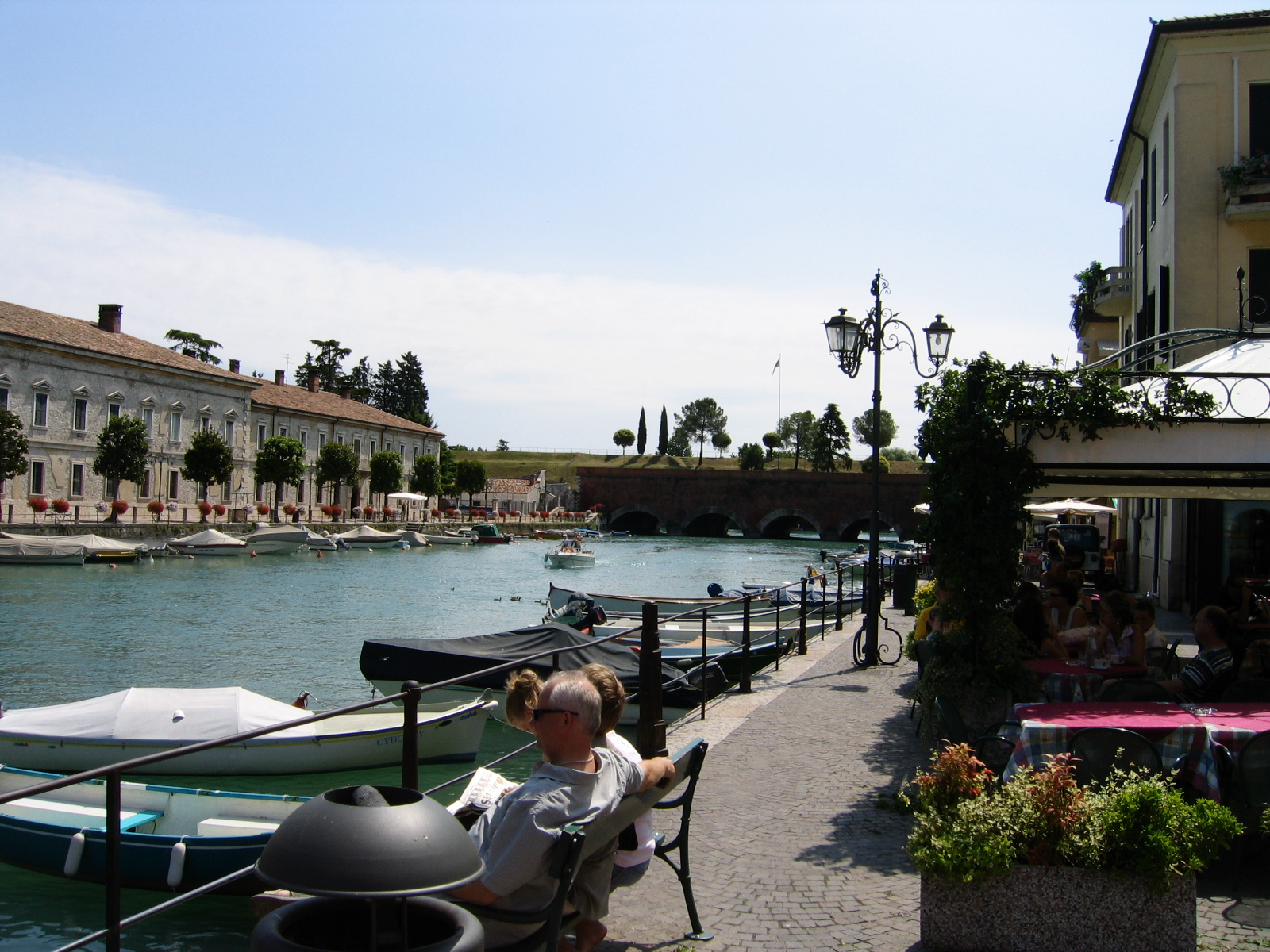

بيسكيرا دل غاردا Peschiera del Garda هي مدينة إيطالية تقع جنوب بحيرة غاردا بالقرب من مدينة فيرونا. يبلغ عدد سكانها نحو 10.000 شخص، وهي تتبع محافظة فيرونا.
معني الأسم بيسكيرا «صيد الأسماك» ويمر بالمدينة نهر صغير يسمى «مينسيو».

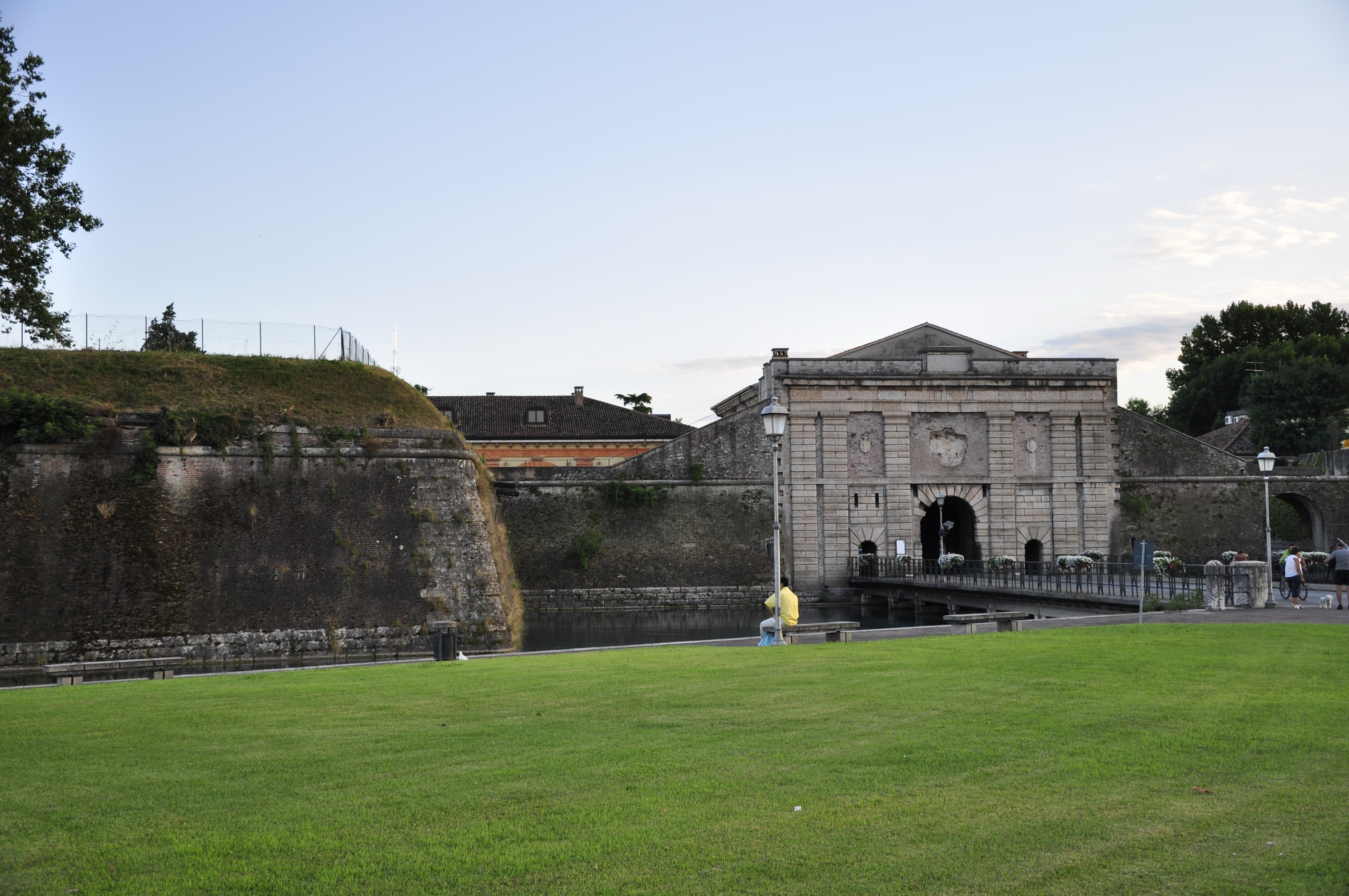
مدخل القلعة من الشمال ، وهو من عهد حكم البندقية.

بعض أجزاء المدينة القديمة ومن ضمنها قلعة حصينة تحيطها المياه من جميع الجوانب منفصلة عن الأرض حولها. ويتبع مدينة بيسكيرا ميناء لليخوت، ومحطة سكك حديد، وهي أحد المقار العسكرية في إيطاليا. تحيط بالمدينة القديمة عدة مناطق سكنية تتبعها، ولا تبعد بيسكيرا عن مدينة سيرميوني كثيرا، وتبلغ المسافة بينهما نحو 20 كليومتر.
تفتخر بيسكيرا بجمالها الفريد وتهتم بها بلدية المدينة وتعمها بالأزهار، كما تفتخر بكونها «مدينة من دون حواجز». تنتشر بها المزالق التي توجد بجوار السلالم، مما يتيح أيضا حركة المعوقين ذوي كراسي متحركة.

## السكان
في سنة 1871 بلغ عدد السكان 2٬417 نسمة، وتطور العدد ليصل في سنة 2011 لـ 9٬598 نسمة.
يظهر هذا المخطط البياني تطور النمو السكاني لـ بيسكيرا دل غاردا

## تاريخها

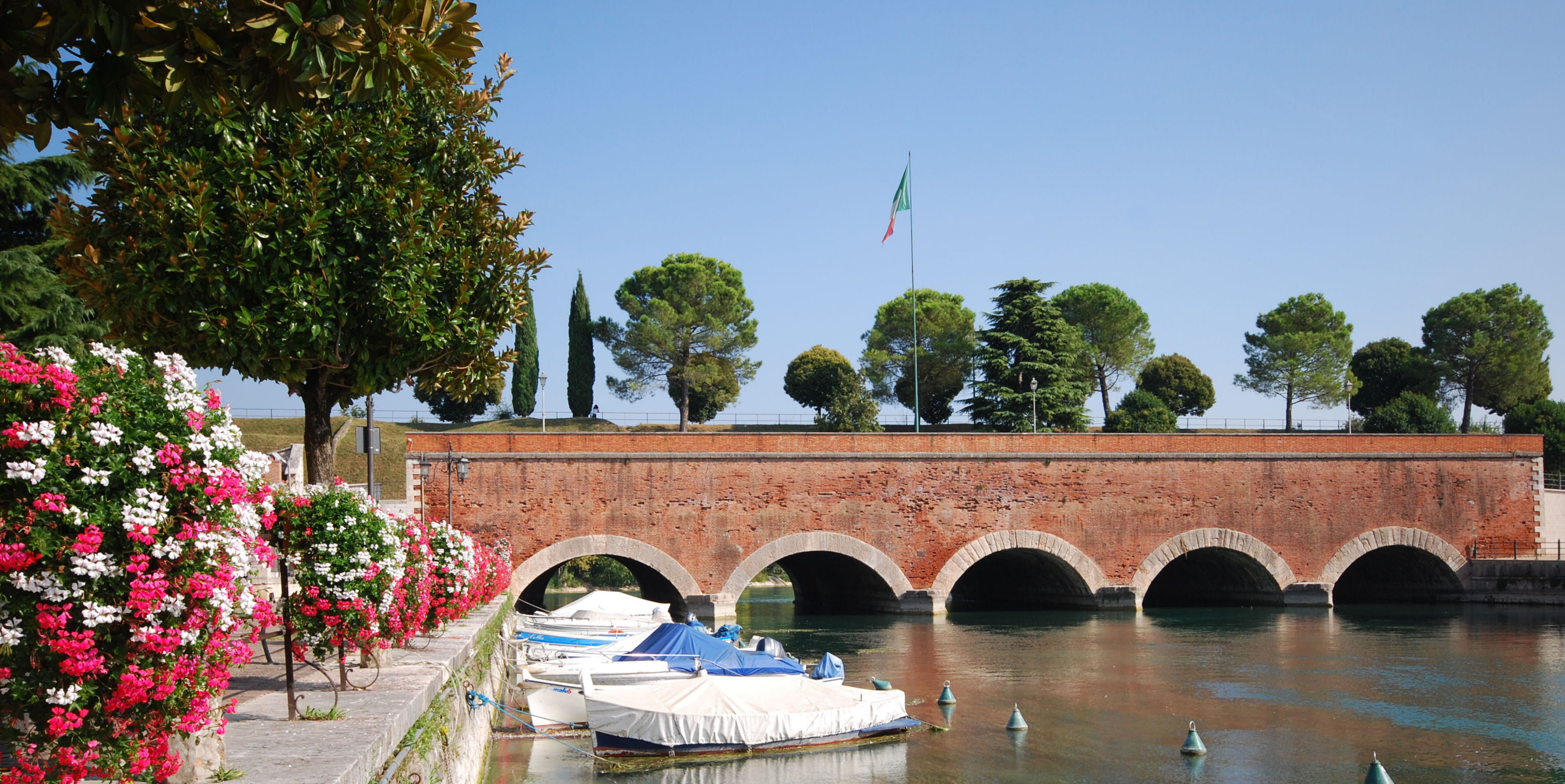
Ponte dei Voltoni

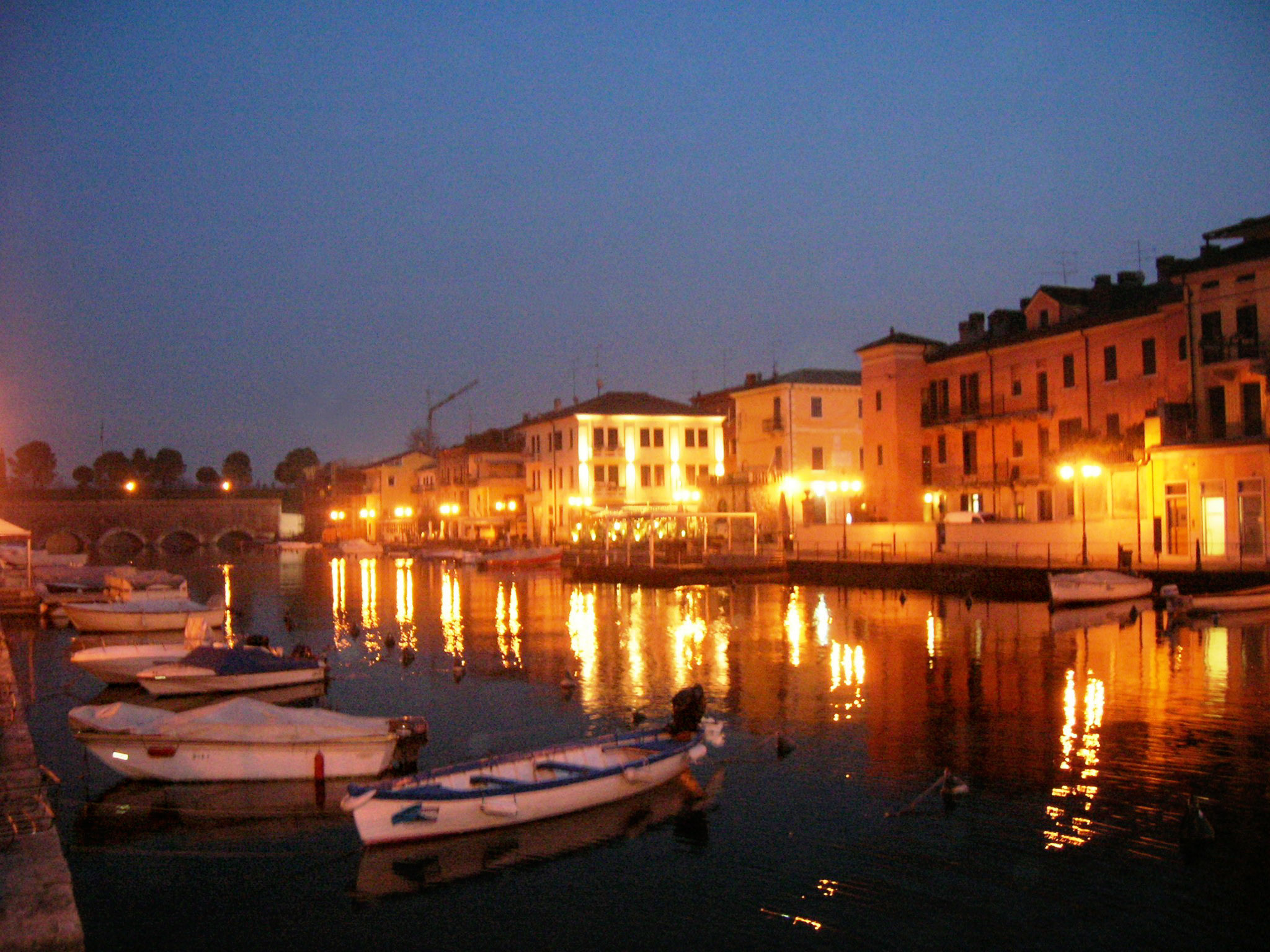
منظر من مدينة بيسكيرا دل غاردا ليلا.

يوجد جنوب شرق مدينة بيسكيرا دل غاردا موقع «كوزتوزا» دارت فيه معارك حربية بين أيطاليا والنمسا مرتين: في عام 1848 وعام 1866 . وكانت بيسكيرا تشكل مع مناطق «مانتوا» و «ليجناغو» وفيرونا المربع الحصين التي قامت النمسا ببنائه بغرض تثبيت حكمها لشمال إيطاليا. لهذا تنتشر في منطقة بحيرة غاردا وشمالا منها الآثار الرومانية وآثار حكم البندقية وأثار حكم النمسا لتلك المناطق، والتي أصبحت بعد الحرب العالمية الأولى تابعة لإيطاليا.

## صور للمدينة

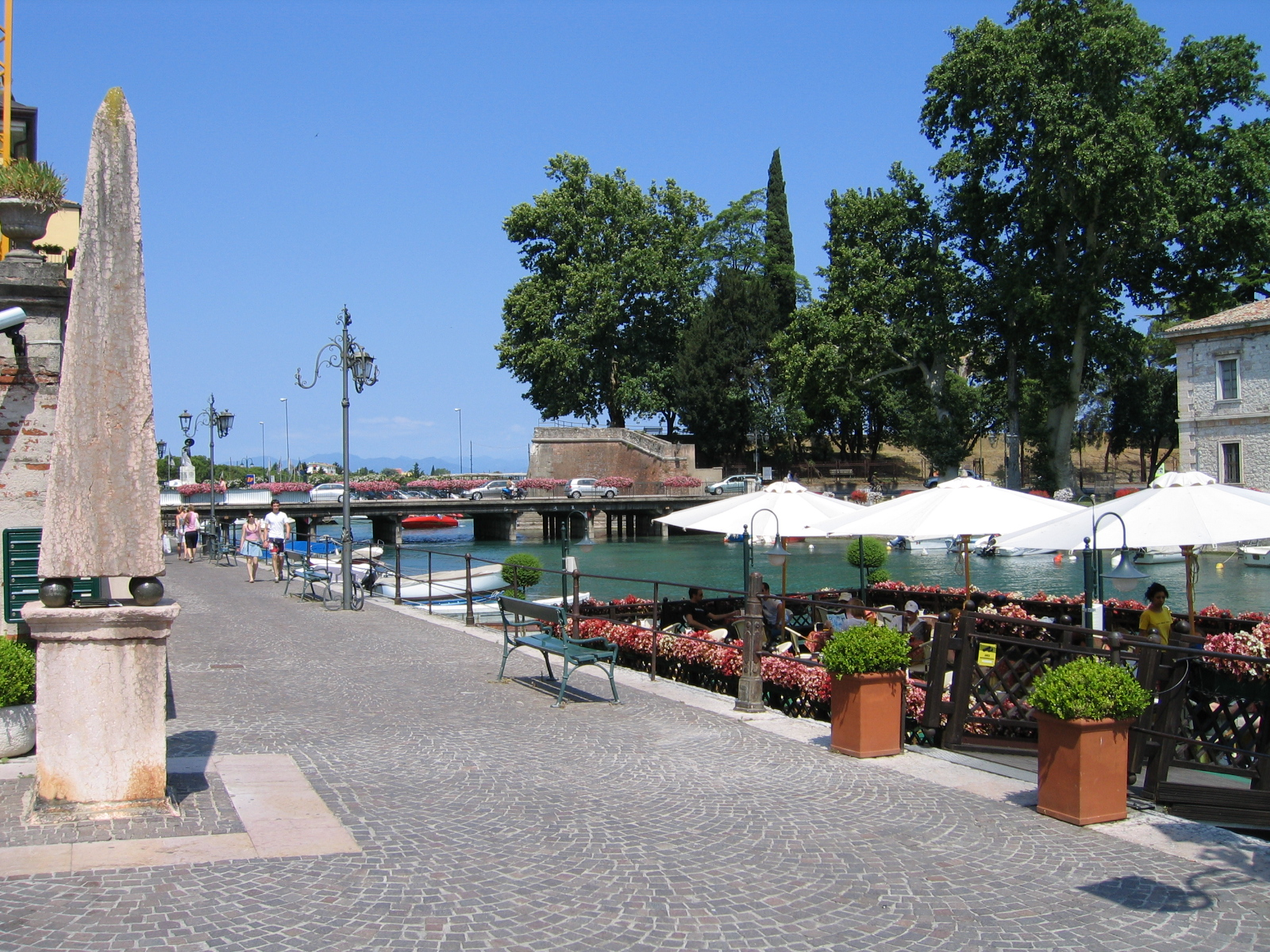
Lungolago

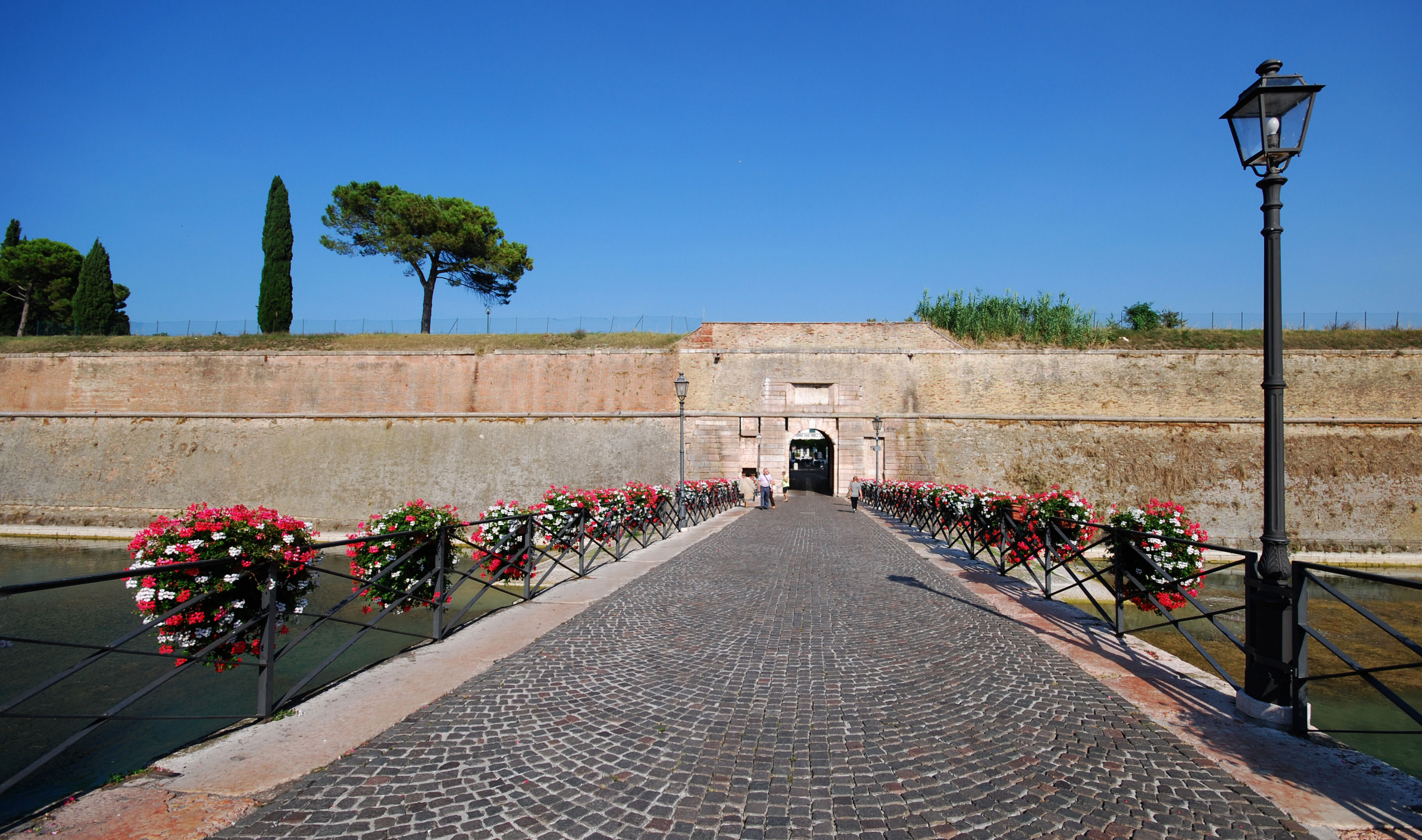
Porta Brescia

## وصلات خارجية
- Associazione Città del vino (association)[وصلة مكسورة] (بالإيطالية)

## اقرأ أيضا
- بحيرة غاردا
- غاردا
- سيرميوني
- فيرونا
- غاردوني ريفييرا
- ديسينزانو دل غاردا
- سالو (إيطاليا)
- ريفا دل غاردا

1. ↑  "Superficie di Comuni Province e Regioni italiane al 9 ottobre 2011" (بالإيطالية). Istituto nazionale di statistica. Retrieved 2019-03-16.
2. ↑   https://demo.istat.it/?l=it. {{استشهاد ويب}}: |url= بحاجة لعنوان (مساعدة) والوسيط |title= غير موجود أو فارغ (من ويكي بيانات) (مساعدة)
3. 1 2  المعهد الوطني للإحصاء، QID:Q214195
4. ↑  GeoNames (بالإنجليزية), 2005, QID:Q830106